# KTM 890 Adventure
Die KTM 890 Adventure ist ein Motorrad vom Typ Reiseenduro des österreichischen Fahrzeugherstellers Pierer Mobility. Das Motorrad wurde 2021 vorgestellt und ist der Nachfolger der KTM 790 Adventure.

## Modellgeschichte
Die KTM 890 Adventure ist seit 2021 das Nachfolgemodell der KTM 790 Adventure. Die Erhöhung des Hubraums um 90 cm³ sowie die damit verbundene Leistungssteigerung entspricht dem allgemeinen Trend anderer Hersteller, die in der Mittelklasse den Hubraum ihrer Motorradmodelle auf um die 900 cm³ erhöht haben, z. B. Triumph Tiger 900 oder Ducati Multistrada 950. Zudem soll die Hubraumerhöhung im Vergleich zum Vorgängermodell für mehr Drehmoment und Laufruhe im unteren und mittleren Drehzahlbereich sorgen.

## Motor
Der Motor der KTM 890 Adventure ist ein wassergekühlter Reihenzweizylinder-Viertaktmotor des Typs LC8c mit 889 cm³ (Bohrung 90,7 mm, Hub 68,8 mm). Er ist eine Weiterentwicklung des LC8c-Motors der KTM 790 mit 799 cm³.

## Modellvarianten
Die KTM 890 Adventure gibt es, wie schon ihr Vorgängermodell, neben der Basisvariante in einer mehr auf das Fahren im Gelände ausgelegten Variante 890 Adventure R, auf die etwa die Hälfte der Gesamtproduktion entfällt. Daneben gibt es das Sondermodell 890 Adventure R Rally, von dem nur 500 Stück produziert wurden.